# 도착차
도착차(到着差, Length between horse, Distance) 또는 착차(着差)는 경마에서 결승선을 먼저 통과한 말과 나중에 통과한 말의 거리 차이(코끝 기준)이다. 이러한 착차는 선착마와 후착마와의 차이다. 즉 2착마의 착차는 1착마와의 차이고, 3착마의 착차는 2착마와의 차이다. 코차, 머리차, 목차, 1/2마신, 3/4마신, 1마신 등으로 나타낸다.

## 표시 단위

도착차를 표시하는 단위

- 코차: 결승선에 도착한 거리차이를 나타내는 단위로 선행마의 코끝과 후속마의 코끝 사이의 거리가 0.1~21cm정도 차이의 간격으로, 순위를 판정하는 단위이다.
- 머리차: 결승선에 도착한 선행마와 후속마간의 거리차(착차)를 표시하는 단위로 마필의 머리길이 (약22~40cm)의 차이를 말한다.
- 1/2 마신차: 선착마의 코끝과 후착마의 코끝 사이의 거리가 1.2m 정도의 차이를 말한다.
- 목차: 말의 코끝에서 목까지의 길이(52~100cm)이다.
- 1마신차: 말의 코끝에서 엉덩이 끝까지 약 2.4m 정도의 차이를 말한다.
- 대차(Distance): 큰 차이. 경주에서 결승 도착시 앞서 간 말과의 착차가 10마신 이상일 때를 말한다.
- 동순위(동착): 2두 이상의 말이 결승선상에 동시에 도착하여 도착차가 없는 경우를 말한다.